# Licuala graminifolia
Licuala graminifolia là loài thực vật có hoa thuộc họ Arecaceae. Loài này được Heatubun & Barfod mô tả khoa học đầu tiên năm 2008.